# 카나토스
카나토스(그리스어: : Κάναθος)는 그리스 신화에 등장하는 명칭으로, 나플리아(Nauplia)에 있다고 전해지는 샘이며 헤라 여신이 해마다 이 곳에서 목욕을 하고 처녀성을 회복한다고 한다.
이를 대한민국에서 카타노(kathano)라는 명칭으로 부르는데, 카나토스의 발음이 와전되어 생겼을 가능성이 크다. 

## 같이 보기
- 키벨레